# Zoda's Revenge: Startropics II
Zoda's Revenge: Startropics II är ett äventyrsspel från 1994 utgivet av Nintendo.
Spelet är en uppföljare till Startropics från 1990 och finns i versioner för spelkonsolerna NES och, sedan 2008 för Wiis Virtual Console.

Spelet går ut på att i rollen som äventyraren Mike Jones samla tetrader, förstå deras mening samt besegra ärkefienden Zoda genom att förhindra att han får tag på tetraderna först. 
Handlingen utspelar sig i olika tidsperioder och huvudpersonen får genom resor i tiden träffa flera historiska personer, likväl som utomjordingen Zodas utomjordiska klon-hantlangare.
Jämfört med det tidigare spelet i serien så är huvudpersonen förhållandevis lättmanövrerad: i Zoda's Revenge kan han även gå diagonalt och byta riktning i luften under hopp, till skillnad mot i Startropics där han endast kan gå uppåt, nedåt, höger och vänster.